# Gehyra borroloola
Gehyra borroloola är en ödleart som beskrevs av  King 1984. Gehyra borroloola ingår i släktet Gehyra och familjen geckoödlor. IUCN kategoriserar arten globalt som livskraftig. Inga underarter finns listade i Catalogue of Life.